# Caravia
Caravia is een gemeente in de Spaanse provincie Asturië in de regio Asturië met een oppervlakte van 13,36 km². Caravia telt 489 inwoners (1 januari 2016).

## Demografische ontwikkeling
Bron: INE, 1857-2011: volkstellingen